# فتحعلي سلطان لو
فتحعلي سلطان‌ لو هي قرية في مقاطعة كليبر، إيران. عدد سكان هذه القرية هو 352 في سنة 2006.